# Casa del Doctor Caycedo
La Casa del Doctor Caycedo és un edifici del municipi de Sant Just Desvern (Baix Llobregat) que forma part de l'Inventari del Patrimoni Arquitectònic de Catalunya.

## Descripció
És una casa unifamiliar aïllada de planta baixa i pis, acabada amb tres nivells de cobertes inclinades de teula amb careners irregulars. Es pot incloure dins del moviment noucentista. Va ser restaurada. Segons el cadastre es construí el 1910. Estilísticament sembla posterior, ben bé de la dècada dels anys vint del segle xx.